# Аркадій Ренко
Аркадій Ренко — вигаданий слідчий, головний герой найбільш продаваного серіалу Мартіна Круза Сміта. У фільмі «Парк Горького», поставленому за першою книгою гептології, роль Ренко виконав Вільям Герт .

## Біографія
Аркадій Кирилович Ренко народився в сім'ї військового, червоного командира — генерала Ренка, переконаного сталініста . Батько бачив його, як і він сам, в армійських лавах, а згодом довгий час критикував за вибір професії слідчого замість військової служби або, як мінімум, пересування по лінії партії (на щастя, зв'язки батька дозволяли). Дитинство Аркадія було не найприємнішим: Мати Ренка потонула в ставку, розташованому поблизу їхньої підмосковної дачі, коли Аркадій був ще дитиною. З дитинства недовірливий, Ренко не сприймає офіційної брехні радянського суспільства, зневажає телефонне право та брехню, що панують у впливових та високопоставлених колах партійної еліти, незалежно від наслідків. Побувавши на Заході і побачивши капіталістичне суспільство, він знаходить його не меншою мірою корумпованим, і незабаром повертається до Радянського Союзу. Незважаючи на свій важкий характер, у подальших подіях літературної серії він демонструє як співчуття, так і віру в майбутнє. На початку серії, Ренько, на посаді старшого слідчого московської міліції займається розслідуванням тяжких злочинів .

## Літературна серія
Перші три книги, видані в між з 1981 по 1992 рік, мають форму трилогії, що завершуються кульмінацією якої став розпад Радянського Союзу, і серпневим путчем 1991 року. Дія в романі «Парк Горького» розгортаються на території Радянського Союзу та в США, у романі «Полярна зірка» — на борту радянського рибальського судна в Беринговому морі, у романі «Червона площа» — у Західній Німеччині та Росії епохи гласності . Події в «Гаванській затоці» відбуваються на Кубі ; «Вовки сильніші за собак» — у Москві та в регіонах, які постраждали від чорнобильської катастрофи . «Примара Сталіна», опублікована в 2007 році, переносить дію в сучасну Росію під керівництвом Володимира Путіна . Дії сьомої та останньої книги серії про пригоди Ренько — «Три вокзали» — опублікована в 2010, через 29 років після виходу до друку першою, розгортаються в трикутнику, утвореному Ленінградським, Казанським, Ярославським вокзалами.
| Російська назва         | Оригінальна назва    | Рік публікації | Короткий зміст | ISBN          |
| ----------------------- | -------------------- | -------------- | --- | ------------- |
| Парк Горького           | Gorky Park           | 1981           | У Парку Горького знайдено три понівечені трупи. Розслідування доручається молодому слідчому Аркадію Реньку. Пізніше, оскільки у справі замішані американські громадяни, до слідства підключається КДБ . У результаті їм вдається не тільки розкрити вбивство, а й зірвати операцію з вивезення за кордон великої партії російських соболів із метою розведення.                                                            | 0-394-51748-2 |
| Полярна зірка           | Polar Star           | 1989           | У романі «Полярна зірка» Ренько — минулого старший слідчий московської прокуратури, потрапив в опалу і змушений працювати простим матросом на плавучому рибзаводі. Якось мережа піднімає на борт труп молодої жінки. З'ясовується, що вона працювала на радянському судні, яке обслуговувало також і американські траулери . Початкова версія – самогубство. Ренько на прохання капітана починає самостійне розслідування. | 0-345-36765-0 |
| Червона площа           | Red Square           | 1992           | Роман завершує трилогію, дві перші книги якої – «Парк Горького» та «Полярна зірка». Головний герой роману, слідчий міської прокуратури Аркадій Ренько, розкриваючи загадкове вбивство, виходить на банду високопоставлених злочинців, що включає прокурора Москви Родіонова. Банда збуває за кордон конфісковані свого часу твори художників російського авангарду .                                                       | 0-00-271276-8 |
| Гаванська затока        | Havana Bay           | 1999           | Ренько переживає глибоку особисту трагедію після смерті його дружини Ірини, яка померла внаслідок лікарської помилки . Тим часом його викликають у Гавану, щоб упізнати тіло свого старого друга, старого комітетника Приблуди, тепер полковника СЗР . | 0-679-42662-0 |
| Вовки сильніші за собак | Wolves Eat Dogs      | 2004           | Цього разу Ренько належить розслідувати справу про загадкову загибель московського олігарха, який випав із вікна власної розкішної квартири. Самогубство? Це вказує все. Але Ренько починає ставити запитання — і невдовзі розуміє, що відповіді можуть коштувати життя не лише йому, а й десяткам інших людей. | 0-684-87254-4 |
| Привид Сталіна          | Stalin's Ghost       | 2007           | Москва занесена снігом, і Ренько зайнятий трохи невластивим для нього розслідуванням: Пасажири нічного метро повідомили, що бачили привид Сталіна на краю платформи. Мабуть, не всім до вподоби та обставина, що Сталін вже помер. | 0-7432-7672-8 |
| Три вокзали             | Three Stations       | 2010           | У неповнолітньої матері на Комсомольській площі крадуть дитину. Єдина людина, яка береться їй допомогти, — це Женя, молодий шахрай… якого колись затримував Аркадій Ренько. | 0-7432-7674-4 |
| Тетяна                  | Tatiana              | 2013           | |               |
| Сибірська дилема        | The Siberian Dilemma | 2019           | |               |

## Створення образу персонажа
Книгу «Парк Горького» Сміт почав писати після тижневої поїздки до Москви . Повернувшись назад із Радянського Союзу, Сміт зустрічався і детально розмовляв з низкою білоемігрантів і радянських перебіжчиків, щоб персонаж виглядав якомога достовірніше  . Сам Мартін Круз Сміт так описав створення образу радянського детектива Аркадія Ренька  :
|  | Ренько идёт на риск, потому что иначе не было бы никакой истории. Конечно, я весьма заинтригован всем тем, что он узнает в процессе расследования. Но это не обо мне. Однажды, когда я ещё был помоложе, я был в Испании и мне пришло в голову повеселиться и прыгнуть на арену корриды в своей красной куртке. Это действительно было весело… пока я не прыгнул на арену в своей красной куртке. Ощущения вроде этого — конечно, хороши, но вот написать об этих ощущениях, и сделать возможным читателям понять написанное — вот это и есть то, к чему я всегда так сильно стремился. Задержка перед изданием книги оказала мне огромную услугу. Я работал над ней все эти годы, и я стал намного более хорош как писатель к моменту завершения книги. Я думаю, мне всегда было что сказать, но к тому времени, как «Парк Горького» был опубликован, я стал гораздо более подготовлен, и уже мог свободно высказать то, о чём думаю. Оригінальний текст (англ.) Renko takes the risks because if he didn't there'd be no story. Of course I'm very intrigued by the things he finds out. But that's not me. When I was younger I was in Spain and thought it'd be fun to jump into the bullring wearing my red jacket. That's until I jumped into the bullring wearing my red jacket. Excitement like that is all well and good, but writing about it and making sense of what it means is the thing I've always really wanted to do. The hiatus in publishing the book did me an enormous favour. I had been working on it all those years and I was a much better writer by the end of it. I think I always had something to say, but by the time Gorky Park was published, I was much better equipped to actually say it. |

## Оцінки персонажа літературознавцями
Згідно з літературним оглядачем газети « Guardian » Ніколасом Ро, книги із серії пригод Аркадія Ренько стали класикою світового детектива з моменту виходу роману «Червона площа» — найпершої книги серії, яку Ро називає революційною у своєму роді. Після її виходу, Сміта почали порівнювати з Ле Карре, Гремом Грін і навіть Достоєвським  . Френсіс Спаффорд, оглядач британської газети " Evening Standard " писав з приводу виходу роману "Вовки сильніші за собак", що у світі знайдеться трохи трилерів рівних цьому, і жодного такого, який би так тримав у напрузі  . Оглядач американської газети " Washington Post " Керолін Сі називає Ренько детективом небаченої чесності і такої ж глибокої депресії, що пережив всю безглуздість і нещадність російської правоохоронної системи  . Оглядач журналу "Rotarian" Чарльз Пратт рецензуючи роман "Червона площа", називає Ренько невтомним, дотепним, цинічним детективом, зануреним у роздуми про те, як глибоко впала Росія в безодні злочинності  .